# Airbus Helicopters H160
Airbus Helicopters H160 je středně těžký dvoumotorový víceúčelový vrtulník vyvíjený společností Airbus Helicopters jako náhrada typů AS365 Dauphin a EC155. Vojenská verze vrtulníku je označena H160M. Zahájení dodávek vrtulníků je plánováno na rok 2019.

## Pozadí vzniku

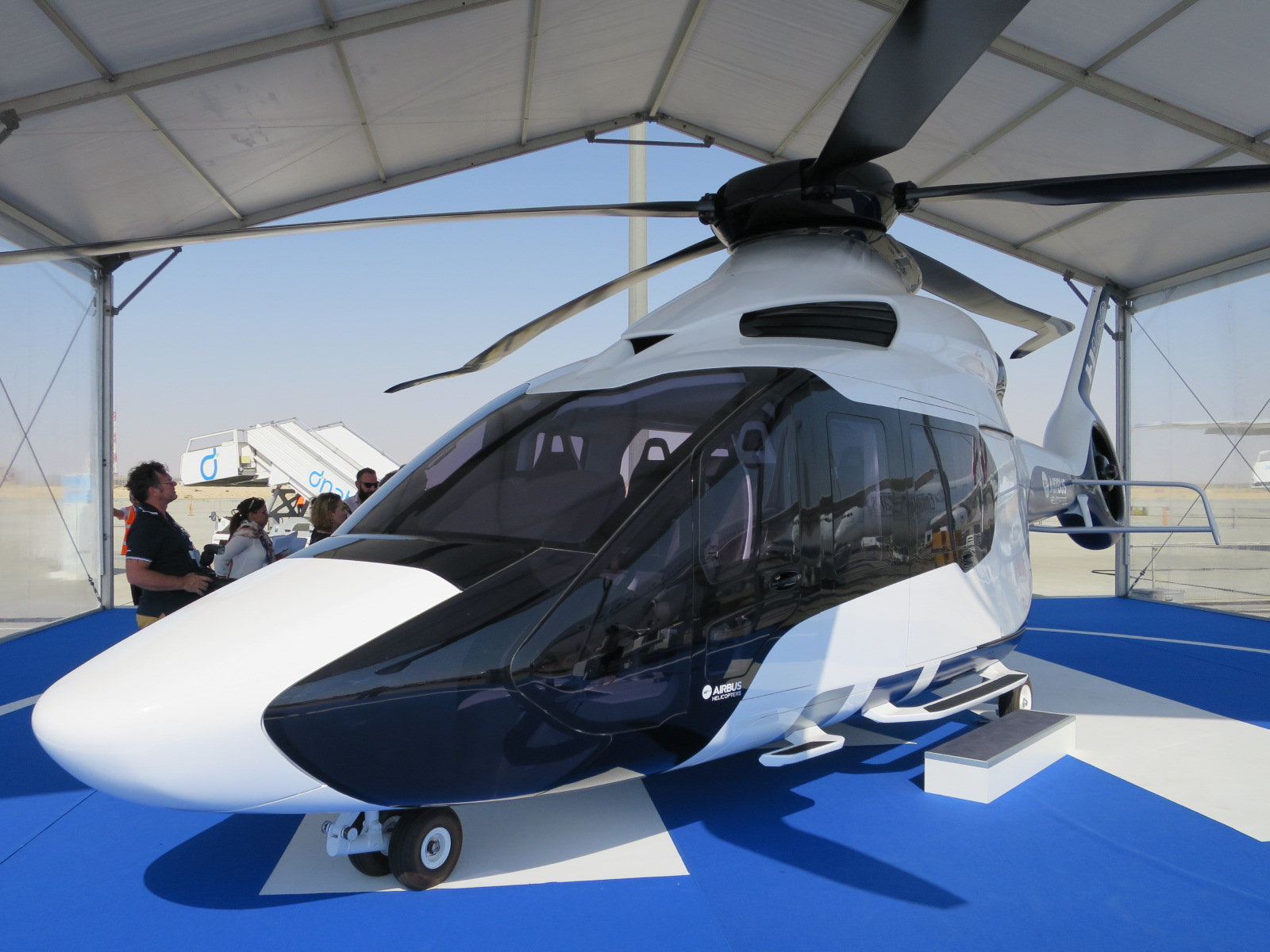
Maketa H160 vystavená na Dubai Airshow 2015

Původní název projektu byl X4. Vrtulník byl veřejnosti poprvé představen v březnu 2015. Zaujal při tom svým futuristickým designem. Postaveny byly tři prototypy. První prototyp P1 poprvé vzlétl 13. června 2015, druhý prototyp P2 dne 27. ledna 2016 a třetí prototyp P3 v prosinci 2017. Do konce roku 2018 trojice prototypů nalétala více než 1000 hodin. Dne 14. prosince 2018 poprvé vzlétl první sériový H160.
V březnu 2017 vrtulník H160 vybrán, aby v rámci modernizačního programu Společný lehký vrtulník (Hélicoptère interarmées léger – HIL) nahradil ve výzbroji vrtulníkových sil francouzské armády, letectva a námořnictva 400 lehkých a středních vrtulníků šesti typů: Alouette III, AS365 Dauphin, AS565 Panther, AS555 Fennec, SA330 Puma a SA341/342 Gazelle. Zakoupeno má být minimálně 169 nových vrtulníků. Naročný program předpokládá vývoj řady specializovaných variant H160. Realizace programu měla dle původních plánů začít roku 2022 a dodání prvních sériových strojů mělo proběhnout v roce 2028. V květnu 2019 francouzské ministerstvo obrany zveřejnilo plán na urychlení celého projektu. Jeho realizace mělo začít roku 2021. Zároveň vrtulník dostal bojové jméno Guépard.
V prosinci 2021 společnost Airvus Helicopters získala zakázku v hodnotě 10 miliard Euro na stavbu několika prototypů a první série 30 vrtulníků H160M (21 pro armádu, osm pro námořnictvo a jeden pro letectvo). První kusy mají být dodány roku 2027. V září 2022 francouzské námořnictvo svůj převzalo první ze šesti roku 2020 objednaných H160 v konfiguraci pro mise SAR. Poslední šestý vrtulník námořnictvo převzalo v únoru 2024.

## Konstrukce

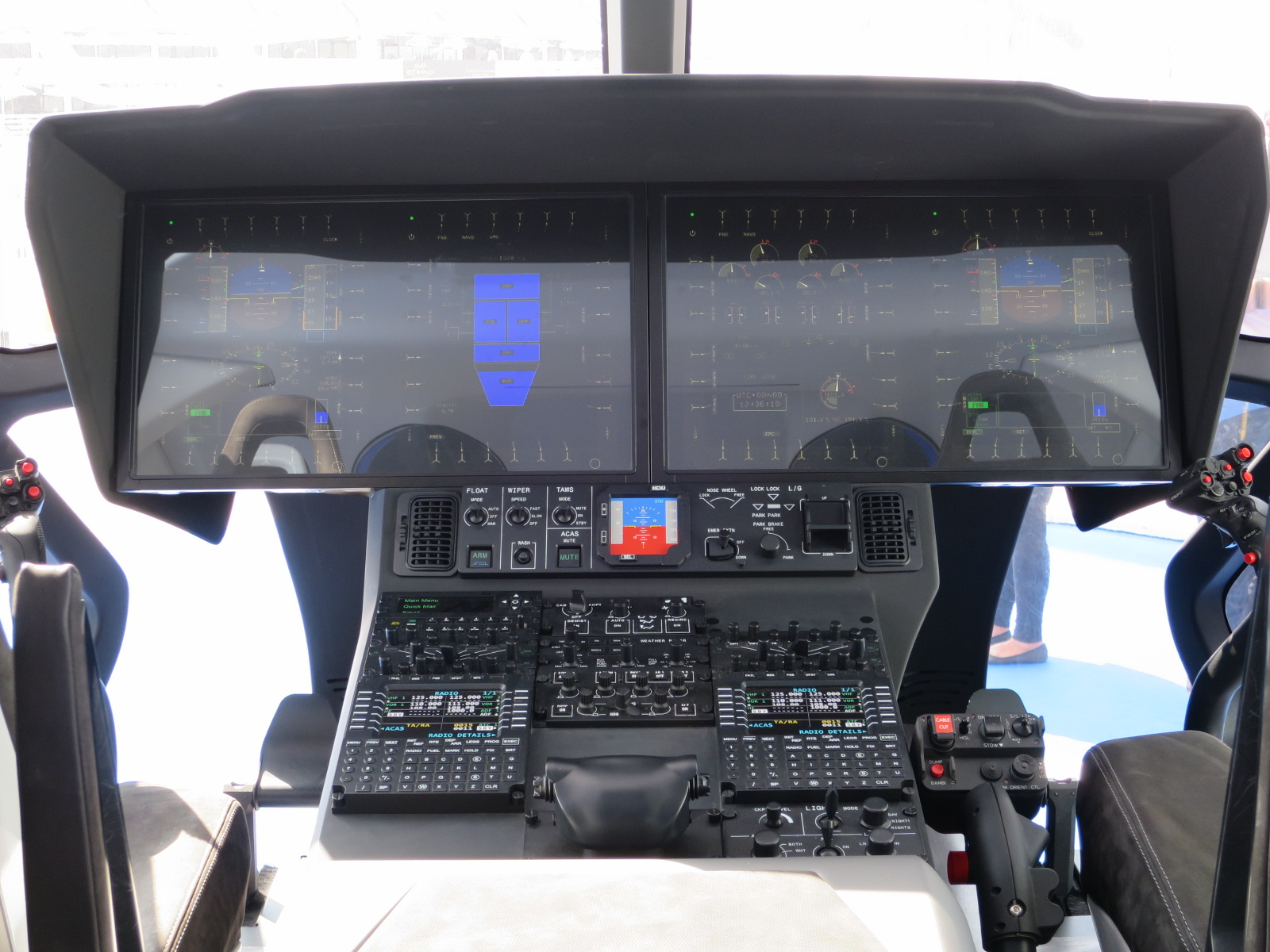
Maketa kokpitu H160

Dvoučlenná posádka má k dispozici tzv. skleněný kokpit se čtyřmi multifunkčními displeji MFD o velikosti 6x8 palců. Vrtulník unese až 12 pasažérů. Dva turbohřídelové motory Safran Arrano pohánějí pětilistý kompozitový hlavní rotor a ocasní fenestron.

## Verze
- H160 – Prototypy PT1, PT2 a PT3.
- H160-B – Civilní verze cestifikovaná v roce 220.
- H160M – Vojenská verze.

## Uživatelé

### Vojenští
- Francie
  - Francouzské námořnictvo

## Specifikace

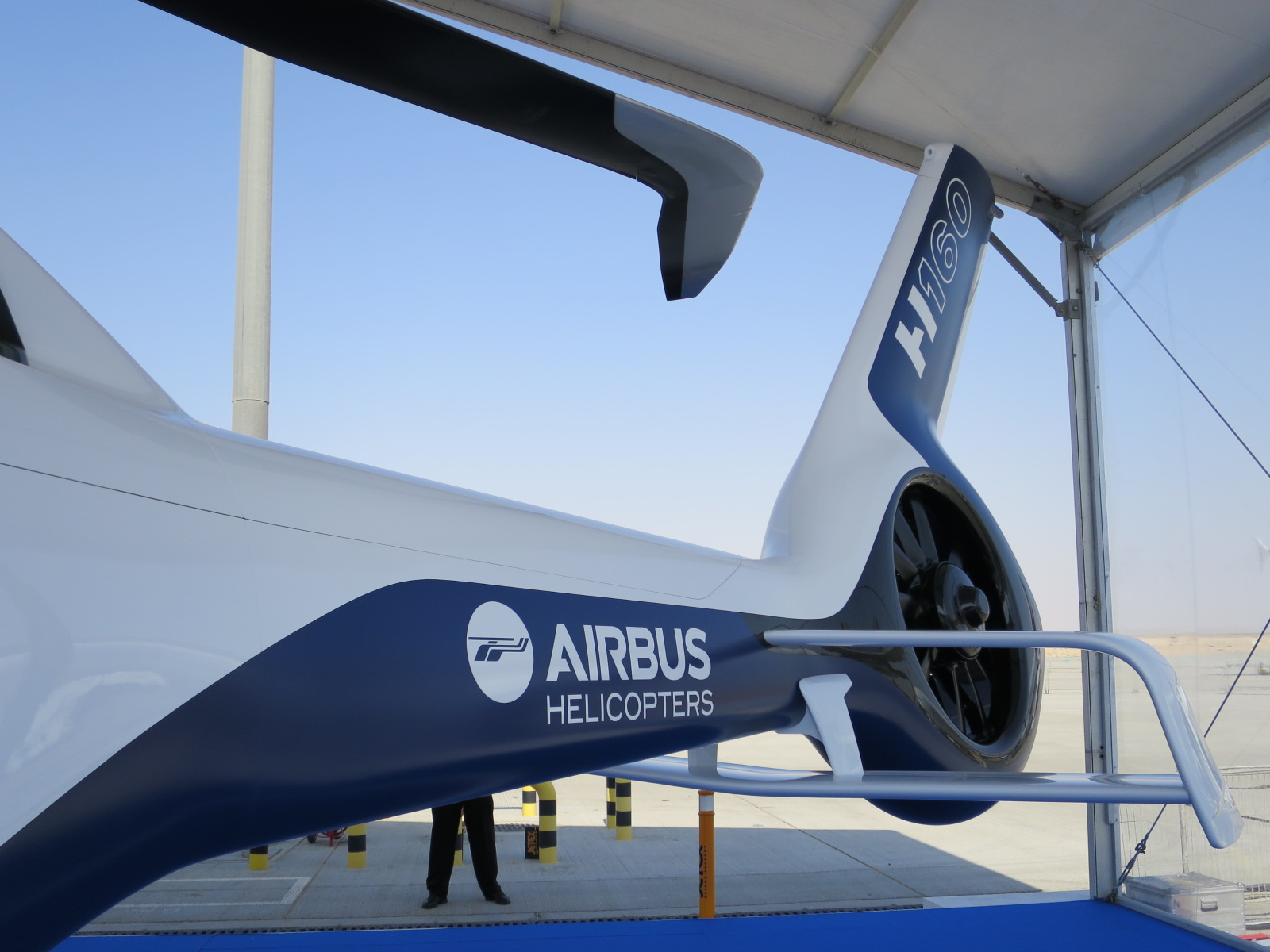
Ocasní rotor makety H160

### Technické údaje
Údaje dle:
- Posádka: 2
- Délka: 14 m
- Průměr nosného rotoru: 12 m
- Výška: 4 m
- Hmotnost prázdného stroje: 4000 kg
- Max. vzletová hmotnost: 6000 kg
- Pohonná jednotka: 2× turbohřídelový motor Safran Arrano
- Výkon pohonných jednotek: 2× 1100 hp

### Výkony
- Cestovní rychlost: 325 km/h
- Dolet: 630 km
- Praktický dostup: 5900 m
- Stoupavost u země: 533 m/min